# Delarbrea harmsii
Delarbrea harmsii é uma espécie de Delarbrea.

## Sinônimos
- Polyscias gigantea R.Vig.